# Чемпионат мира по бобслею 1969
26-й чемпионат мира по бобслею и скелетону прошёл в 1969 году в городе Лейк-Плэсид на Олимпийской санно-бобслейной трассе.

## Соревнование двоек
| Золото                              | Серебро                        | Бронза                           |
| Невио де Цордо, Адриано Фрассинелли | Йон Панцуру, Думитру Фошенеану | Джанфранко Гаспари, Марио Армано |

## Соревнование четвёрок
| Золото                                                                               | Серебро                                                                           | Бронза                                                            |
| Вольфганг Циммерер, Петер Уцшнайдер, Вальтер Штайнбауэр, Штефан Гайсрайтер (4:20,75) | Джанфранко Гаспари, Роберто Дзандонелла, Серджио Помпанин, Марио Армано (4:21,20) | Лес Феннер, Роберт Хушер, Говард Сайлер, Аллен Хачигиан (4:21,44) |

## Медальный зачёт
| Место | Страна  | Золото | Серебро | Бронза | Всего |
| ----- | ------- | ------ | ------- | ------ | ----- |
| 1     | Италия  | 1      | 1       | 1      | 3     |
| 2     | ФРГ     | 1      | 0       | 0      | 1     |
| 3     | Румыния | 0      | 1       | 0      | 1     |
| 4     | США     | 0      | 0       | 1      | 1     |